# Mauser MG 213
El Mauser MG 213 (Maschinegewehr 213; Ametralladora 213 en alemán) fue un cañón revólver de 20 mm montado en aviones desarrollado para la Luftwaffe en la Segunda Guerra Mundial. Este cañón marcó un hito en las armas: fue el primer cañón revólver de la historia. Existían sólo 15 prototipos fabricados en 1945.

## Desarrollo
A finales de 1942 el Ministerio del Aire del Reich emitió un requisito muy sorprendente para un arma de 20 mm con una cadencia de fuego de 1000 disparos/minuto, y con una velocidad de boca de no menos de 1000 m/s. Esto fue casi un shock para los diseñadores alemanes: aunque había armas capaces de alcanzar y superar la cadencia de 1000 disparos/minuto, éstas eran ametralladoras de pequeño calibre y cañones de alta velocidad inicial, como los 2 cm Flak 30/38, que fueron completamente incapaces de llegar a la velocidad de disparo pedida. Dichas especificaciones fueron exigidas a Krieghoff y Mauser. HASAG se encargó de desarrollar las municiones. La firma Krieghoff diseñó un arma experimental accionada mediante los gases del disparo, que se designó MG 301.
El revólver no era en realidad una idea nueva, ya que existían experimentos con este tipo de mecanismos desde el siglo XVIII. Sin embargo, los técnicos de Mauser fueron los primeros en conseguir un arma magnífica para aeronaves. Anton Politzer estaba trabajando en su idea en la firma Mauser y llegó a producirse un prototipo llamado MG 213C de 20 mm y un modelo mayor, el MK 213/30 de 30 mm, con la idea de instalarse en aviones como los Me 262.
Nunca se puso en servicio, pero sus principios sirvieron de base para varios desarrollos de posguerra de los Aliados. Una versión de 30 mm fue desarrollada como MG 213C o MK 213 y esto fue lo que llevó al ADEN británico y los DEFA franceses. y M39 norteamericano.
Los ADEN / DEFA de 30 mm, fueron introducidos en la década de 1950 y siguen en servicio actualmente. Fueron copias directas de la versión de 30 mm del Mauser MG 213C, lo que no es de extrañar, ya que los ingenieros de la Mauser trabajaron para varias naciones occidentales tras la Segunda Guerra Mundial.

## Munición
El MK 213 disparaba proyectiles 30 x 85 B, casi idénticos a las 30 x 86 B del ADEN. Los cañones franceses de las series DEFA 540 (también copias del MK 213) disparaban un proyectil un poco más largo (30 x 97 B) antes de que ambos países establecieran una norma de alrededor de 111-113 mm con la serie DEFA 550 (posteriormente GIAT, ahora NEXTER) y los ADEN HV. Posteriormente los Estados Unidos se unieron a esta tendencia con el cañón de cadena M230 PV, instalado en el helicóptero de ataque AH-64.

## Versiones
1. Cañón Mauser MG 213A (20 mm) se resolvió, básicamente, a la manera tradicional y alcanzó una cadencia de unos 1.100 disparos/minuto.
2. Cañón Mauser MG 213C/20 (20 mm) fue el primer cañón automático del mundo en que los diseñadores utilizaron el principio de revólver. Fue creado a finales de 1944 y tenía una cadencia de 1.500 disparos/minuto. Durante la Guerra de Corea, este cañón fue el modelo para el cañón revólver estadounidense M39.
3. Cañón Mauser MG 213C/30 es una versión modificada de 30 mm del anterior cañón revólver Mauser MG 213C/20. Se redujo deliberadamente su cadencia a 1.200 disparos/minuto. Este cañón se produjo después de la Segunda Guerra Mundial en instalaciones francesas (cañones DEFA) y británicos (Cañones ADEN).

## Aviones armados con el Mauser MG 213
- Messerschmitt Me 262
- Focke-Wulf Fw 500[4]
- Messerschmitt Me 264
- Messerschmitt Me 329
- Focke-Wulf Fw 250
- Horten Ho XIII B[5]

## Otros cañones Mauser
Segunda Guerra Mundial
1. 20 mm Cañón FlaK 30/38
2. 20 mm Cañón MG FF
3. 20 mm Cañón MG 151
4. 30 mm Cañón MK 108

Post-Segunda Guerra Mundial
1. 27 mm Cañón BK-27
2. 30 mm Cañón RMK30